# 第36回セザール賞

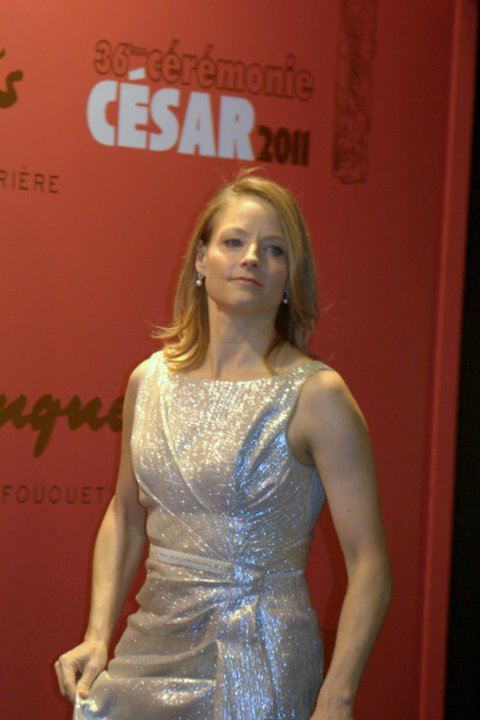
第36回セザール賞でのジョディ・フォスター。

第36回セザール賞は、2010年の映画を対象としており、ノミネートは2011年1月21日に発表され、受賞は2011年2月25日の授賞式にて発表された。授賞式のプレジデントをジョディ・フォスターが、司会をアントワーヌ・ドゥ・コーヌが務めた。

## 受賞とノミネート一覧

### 作品賞
- 『神々と男たち』
  - 『ゲンスブールと女たち』
  - 『ハートブレイカー』
  - 『戦争より愛のカンケイ』 Le Nom des gens
  - 『マムート』 Mammuth
  - 『さすらいの女神たち』
  - 『ゴーストライター』

### 監督賞
- ロマン・ポランスキー - 『ゴーストライター』
  - マチュー・アマルリック - 『さすらいの女神たち』
  - オリヴィエ・アサヤス - 『カルロス』 Carlos
  - グザヴィエ・ボーヴォワ - 『神々と男たち』
  - ベルトラン・ブリエ - Le Bruit des glaçons

### 主演男優賞
- エリック・エルモスニーノ - 『ゲンスブールと女たち』
  - ジェラール・ドパルデュー - 『マムート』 Mammuth
  - ロマン・デュリス - 『ハートブレイカー』
  - ジャック・ガンブラン - 『戦争より愛のカンケイ』 Le Nom des gens
  - ランベール・ウィルソン - 『神々と男たち』

### 主演女優賞
- サラ・フォレスティエ - 『戦争より愛のカンケイ』 Le Nom des gens
  - イザベル・カレ - 『匿名レンアイ相談所』 Les Émotifs anonymes
  - カトリーヌ・ドヌーヴ - 『しあわせの雨傘』 Potiche
  - シャルロット・ゲンズブール - L'Arbre
  - クリスティン・スコット・トーマス - 『サラの鍵』 Elle s'appelait Sarah

### 助演男優賞
- マイケル・ロンズデール - 『神々と男たち』
  - ニエル・アレストリュプ - 『ビッグ・ピクチャー 顔のない逃亡者』
  - フランソワ・ダミアン - 『ハートブレイカー』
  - ジル・ルルーシュ - 『君のいないサマーデイズ』
  - オリヴィエ・ラブルダン - 『神々と男たち』

### 助演女優賞
- アンヌ・アルヴァロ - Le Bruit des glaçons
  - ヴァレリー・ボネトン - 『君のいないサマーデイズ』
  - レティシア・カスタ - 『ゲンスブールと女たち』
  - ジュリー・フェリエ - 『ハートブレイカー』
  - カリン・ヴィアール - 『しあわせの雨傘』 Potiche

### 有望男優賞
- エドガー・ラミレス - 『カルロス』 Carlos
  - アルチュール・デュポン - 『バス・パラディアム』 Bus Palladium
  - グレゴワール・ルプランス＝ランゲ - La Princesse de Montpensier
  - ピオ・マルマイ - 『愛と冷たい水』 D'amour et d'eau fraîche
  - ラファエル・ペルソナ - La Princesse de Montpensier

### 有望女優賞
- レイラ・ベクティ - 『きらきらしてる』 Tout ce qui brille
  - アナイス・ドゥムースティエ - 『愛と冷たい水』 D'amour et d'eau fraîche
  - オードリー・ラミイ - 『きらきらしてる』 Tout ce qui brille
  - レア・セドゥ - 『美しき棘』
  - Yahima Torres - 『黒いヴィーナス』

### 第一回作品賞
- 『ゲンスブールと女たち』
  - 『ハートブレイカー』
  - 『消えたシモン・ヴェルネール』 Simon Werner a disparu
  - 『トルコ人の頭』 Tête de Turc
  - 『きらきらしてる』 Tout ce qui brille

### 脚色賞
- ロバート・ハリス、ロマン・ポランスキー - 『ゴーストライター』
  - ジュリー・ベルトゥチェリ - L'Arbre
  - ジャン・コスモ、ベルトラン・タヴェルニエ、ベルトラン・タヴェルニエ - La Princesse de Montpensier
  - エリック・ラティゴ、ローラン・ド・バルティヤ - 『ビッグ・ピクチャー 顔のない逃亡者』
  - フランソワ・オゾン - 『しあわせの雨傘』 Potiche

### 脚本賞
- バヤ・カスミ、ミシェル・ルクレール - 『戦争より愛のカンケイ』 Le Nom des gens
  - マチュー・アマルリック、Philippe Di Folco、Marcelo Novias Teles、ラファエル・ヴァルブリュンヌ - 『さすらいの女神たち』
  - ベルトラン・ブリエ - Le Bruit des glaçons
  - エチエンヌ・コマール、グザヴィエ・ボーヴォワ - 『神々と男たち』
  - ブノワ・ドゥレピーヌ、ギュスタヴ・ケルヴェン - 『マムート』 Mammuth

### 撮影賞
- カロリーヌ・シャンプティエ - 『神々と男たち』
  - クリストフ・ボーカルヌ - 『さすらいの女神たち』
  - パヴェル・エデルマン - 『ゴーストライター』
  - ブリュノ・ド・ケイゼル - La Princesse de Montpensier
  - ギョーム・シフマン - 『ゲンスブールと女たち』

### 編集賞
- エルヴェ・ド・リューズ - 『ゴーストライター』
  - リュック・バルニエ - 『カルロス』 Carlos
  - アネット・デュテルトル - 『さすらいの女神たち』
  - マリー＝ジュリー・マイユ - 『神々と男たち』
  - マリリーヌ・モンティウ - 『ゲンスブールと女たち』

### 音響賞
- Daniel Sobrino、Jean Goudier、Cyril Holtz - 『ゲンスブールと女たち』
  - Philippe Barbeau、Jerome Wiciak、Florent Lavallee - 『オーシャンズ』
  - Jean-Marie Blondel、Thomas Desjonquieres、Dean Humphreys - 『ゴーストライター』
  - Jean-Jacques Ferran、Vincent Guillon、Éric Bonnard - 『神々と男たち』
  - Olivier Mauvezin、Séverin Favriau、Stéphane Thiebaut - 『さすらいの女神たち』

### 作曲賞
- アレクサンドル・デスプラ - 『ゴーストライター』
  - ブリュノ・クーレ - 『オーシャンズ』
  - グレゴワール・エッツェル - L'Arbre
  - デルフィーヌ・マントゥレ、トニー・ガトリフ - Korkoro
  - ヤロル・プポー - 『バス・パラディアム』 Bus Palladium
  - フィリップ・サルド - La Princesse de Montpensier

### 衣裳デザイン賞
- カロリーヌ・ド・ヴィヴェーズ - La Princesse de Montpensier
  - オリヴィエ・ベリオ - 『アデル/ファラオと復活の秘薬』
  - パスカリーヌ・シャヴァンヌ - 『しあわせの雨傘』 Potiche
  - Alexia Crisp-Jones - 『さすらいの女神たち』
  - マリエル・ロボー - 『神々と男たち』

### 美術賞
- ユーグ・ティサンディエ - 『アデル/ファラオと復活の秘薬』
  - ミシェル・バルテレミ - 『神々と男たち』
  - ジー＝クロード・フランソワ - La Princesse de Montpensier
  - アルブレヒト・コンラート - 『ゴーストライター』
  - クリスティアン・マルティ - 『ゲンスブールと女たち』

### ドキュメンタリー賞
- 『オーシャンズ』
  - 『ベンダ・ビリリ!〜もう一つのキンシャサの奇跡』  Benda Bilili!
  - Cleveland contre Wall Street
  - 『私たちの手に』 Entre nos mains
  - 『イヴ･サンローラン』

### アニメ映画賞
- 『イリュージョニスト』
  - 『アーサーとふたつの世界の決戦』 Arthur 3 : La Guerre des deux mondes
  - 『ゴルディーニ車にのった男』 L'Homme à la Gordini
  - 『Logorama』
  - 『パリ猫ディノの夜』 Une vie de chat

### 短編映画賞
- 『Logorama』 - 監督: H5
  - 『ムッシュー・ラベ』 Monsieur l'abbé - 監督: Blandine Lenoir
  - 『小さな仕立て屋』 Petit tailleur - 監督: ルイ・ガレル
  - Un Transport En Commun - 監督: Dyana Gaye
  - 『ひよこちゃん、いくら?』 Une pute et un poussin - 監督: Clément Michel

### 外国映画賞
- 『ソーシャル・ネットワーク』
  - 『胸騒ぎの恋人』
  - 『ブライト・スター いちばん美しい恋の詩』
  - 『瞳の奥の秘密』
  - 『イリーガル』
  - 『インセプション』
  - 『インビクタス/負けざる者たち』

## 特別賞
- クエンティン・タランティーノ[2]